# Марињан
Марињан (фр. Marignane) град је у Француској, у департману Ушће Роне.
По подацима из 1999. године број становника у месту је био 34.006.

## Демографија
| 1962.  | 1968.  | 1975.  | 1982.  | 1990.  | 1999.  | 2011.  |
| ------ | ------ | ------ | ------ | ------ | ------ | ------ |
| 10.664 | 20.044 | 26.477 | 31.109 | 32.325 | 34.006 | 34.393 |

## Партнерски градови
- Волфсбург
- Фигерас
- Гед
- Novi Ligure